# Demoiselle de Rhuis
Der Menhir Demoiselle de Rhuis (auch Pierre de Rhuis genannt) steht nordöstlich von Rhuis, südlich des Flusses Oise im Département Oise in Frankreich. Der Menhir ist seit 1982 als Monument historique klassifiziert.
Der etwa 3,0 m hohe, 2,3 m breite und 0,5 m dicke Menhir ist der Rest eines Megalithensembles mit Namen „Demoiselles de Rhuis“, das nach Aussagen von 1764 mindestens sechs Menhire umfasst hat. Vor der Französischen Revolution (1789–1799) waren noch zwei Menhire übrig, von denen einer 1793 zerbrochen wurde.

Demoiselle de Rhuis
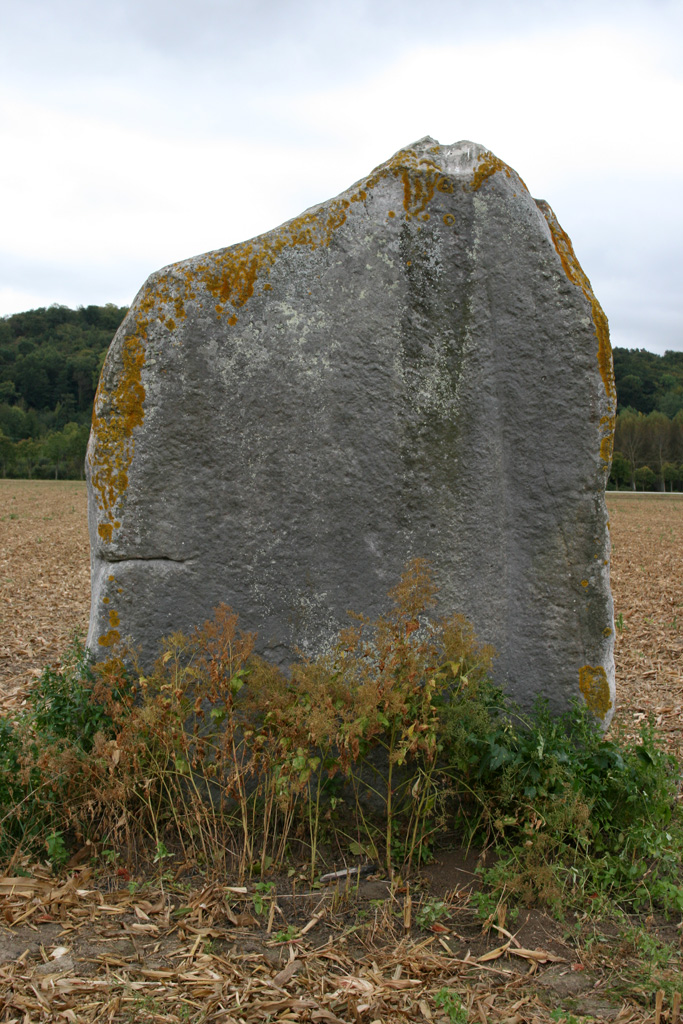
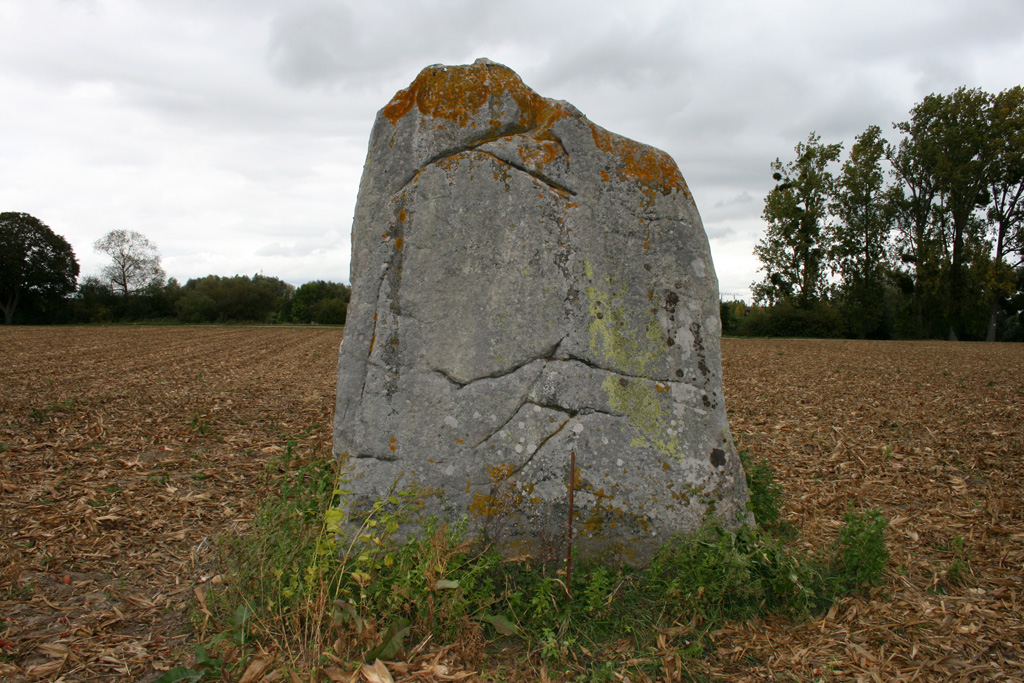
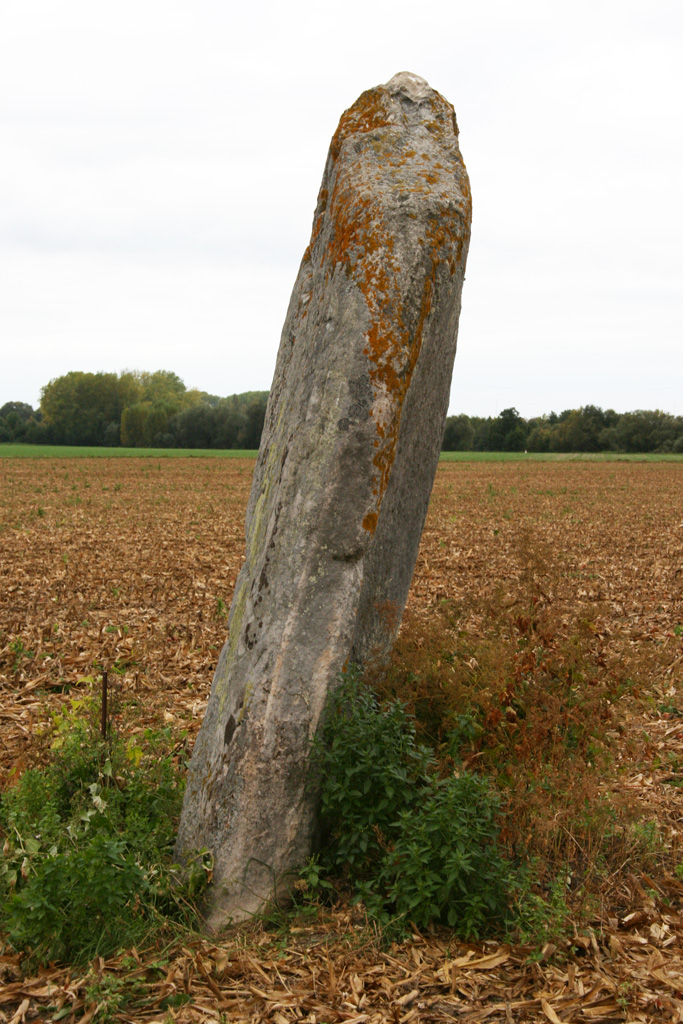